# Halls
Halls är en ort (town) i Lauderdale County i delstaten Tennessee i USA. Orten hade 2 091 invånare, på en yta av 9,56 km² (2020). Det ursprungliga namnet var Hall's Station efter Hansford R. Hall.

## Kända personer från Halls
- Cary Middlecoff, golfspelare
- John S. Tanner, politiker